# Fußball-Europameisterschaft 1972/Deutschland
Dieser Artikel behandelt die westdeutsche Nationalmannschaft bei der Fußball-Europameisterschaft 1972 in Belgien.

## Qualifikation
Die westdeutsche Mannschaft traf in der Qualifikationsgruppe 8 auf Polen, die Türkei und Albanien. Zwar gab es zu Beginn der Qualifikation ein enttäuschendes 1:1 gegen die Türkei, jedoch konnte sich die Mannschaft der BRD im Verlauf der Qualifikation steigern, alle ihre Auswärtsspiele gewinnen und sich so für das Viertelfinale qualifizieren.
Abschlusstabelle (Gruppe 8)
| Pl. | Land           | Sp. | S | U | N | Tore    | Diff. | Punkte |
| --- | -------------- | --- | - | - | - | ------- | ----- | ------ |
| 1.  | BR Deutschland | 6   | 4 | 2 | 0 | 010:200 | +8    | 10:20  |
| 2.  | Polen          | 6   | 2 | 2 | 2 | 010:600 | +4    | 06:60  |
| 3.  | Türkei         | 6   | 2 | 1 | 3 | 005:130 | −8    | 05:70  |
| 4.  | Albanien       | 6   | 1 | 1 | 4 | 005:900 | −4    | 03:90  |

Spielergebnisse
| 17.10.1970 Köln (Müngersdorfer Stadion)       | BR Deutschland | - | Türkei         | 1:1 (1:1) | Tore: Kamuran (16.), Müller (36.)                       |
| 17.02.1971 Tirana (Qemal-Stafa-Stadion)       | Albanien       | - | BR Deutschland | 0:1 (0:1) | Tor: Müller (38.)                                       |
| 25.04.1971 Istanbul (İnönü Stadı)             | Türkei         | - | BR Deutschland | 0:3 (0:1) | Tore: Müller (43., 47.), Köppel (72.)                   |
| 12.06.1971 Karlsruhe (Wildparkstadion)        | BR Deutschland | - | Albanien       | 2:0 (2:0) | Tore: Netzer (18.), Grabowski (44.)                     |
| 10.10.1971 Warschau (Stadion Dziesięciolecia) | Polen          | - | BR Deutschland | 1:3 (1:1) | Tore: Gadocha (27.), Müller (29., 64.), Grabowski (70.) |
| 17.11.1971 Hamburg (Volksparkstadion)         | BR Deutschland | - | Polen          | 0:0       |                                                         |

### Viertelfinale
| Datum                  |         | Gesamt |                | Hinspiel  | Rückspiel |
| ---------------------- | ------- | ------ | -------------- | --------- | --------- |
| 29. April/13. Mai 1972 | England | 1:3    | BR Deutschland | 1:3 (0:1) | 0:0       |

Der 3:1-Erfolg der westdeutschen Mannschaft im Wembley-Stadion von London war der erste Sieg einer deutschen Mannschaft gegen England in deren Heimat. Die Tore für die BRD erzielten Uli Hoeneß (26. Min.), Günter Netzer (85. Min. per Foulelfmeter), Gerd Müller (88. Min.). Zwischenzeitlich konnte Francis Lee für England in der 77. Minute ausgleichen. Das Spiel zählt zu den legendären Spielen der deutschen Fußballnationalmannschaft. (→ Wembley-Elf)

## Westdeutsches Aufgebot
| Spieler              | Verein                   | Position   | Geburtsdatum       | Alter       |
| -------------------- | ------------------------ | ---------- | ------------------ | ----------- |
| Sepp Maier           | Bayern München           | Torwart    | 28. Februar 1944   | (Alter: 28) |
| Wolfgang Kleff       | Borussia Mönchengladbach | Torwart    | 16. November 1946  | (Alter: 25) |
| Franz Beckenbauer    | Bayern München           | Abwehr     | 11. September 1945 | (Alter: 26) |
| Michael Bella        | MSV Duisburg             | Abwehr     | 29. September 1945 | (Alter: 26) |
| Paul Breitner        | Bayern München           | Abwehr     | 5. September 1951  | (Alter: 20) |
| Horst-Dieter Höttges | Werder Bremen            | Abwehr     | 10. September 1943 | (Alter: 28) |
| Berti Vogts          | Borussia Mönchengladbach | Abwehr     | 30. Dezember 1946  | (Alter: 25) |
| Georg Schwarzenbeck  | Bayern München           | Abwehr     | 3. April 1948      | (Alter: 24) |
| Rainer Bonhof        | Borussia Mönchengladbach | Mittelfeld | 29. März 1952      | (Alter: 20) |
| Uli Hoeneß           | Bayern München           | Mittelfeld | 5. Januar 1952     | (Alter: 20) |
| Horst Köppel         | VfB Stuttgart            | Mittelfeld | 17. Mai 1948       | (Alter: 24) |
| Günter Netzer        | Borussia Mönchengladbach | Mittelfeld | 14. September 1944 | (Alter: 27) |
| Herbert Wimmer       | Borussia Mönchengladbach | Mittelfeld | 9. November 1944   | (Alter: 27) |
| Jürgen Grabowski     | Eintracht Frankfurt      | Angriff    | 7. Juli 1944       | (Alter: 27) |
| Jupp Heynckes        | Borussia Mönchengladbach | Angriff    | 9. Mai 1945        | (Alter: 27) |
| Erwin Kremers        | FC Schalke 04            | Angriff    | 24. März 1949      | (Alter: 23) |
| Hannes Löhr          | 1. FC Köln               | Angriff    | 5. Juli 1942       | (Alter: 29) |
| Gerd Müller          | Bayern München           | Angriff    | 3. November 1945   | (Alter: 26) |
| Helmut Schön         | Trainer                  | Trainer    | 15. September 1915 | (Alter: 56) |

## Spiele der Bundesrepublik Deutschland

### Halbfinale
|                                                      |   |                |           |
| 14. Juni 1972 in Antwerpen (Stadion Bosuil – Deurne) |   |                |           |
| Belgien                                              | – | BR Deutschland | 1:2 (0:1) |

### Finale
|                                           |   |             |           |
| 18. Juni 1972 in Brüssel (Heysel-Stadion) |   |             |           |
| BR Deutschland                            | – | Sowjetunion | 3:0 (1:0) |